# Filago duriaei
Filago duriaei là một loài thực vật có hoa trong họ Cúc. Loài này được Batt. mô tả khoa học đầu tiên.